# Шамардин, Александр Иванович
Александр Иванович Шамардин (род. 11 мая 1945 года) — советский и российский преподаватель. Заслуженный работник физической культуры Российской Федерации (1992). Профессор (1997). Доктор педагогических наук (2000). Ректор Волгоградской государственной академии физической культуры (2004—2015).

## Биография
Александр Иванович Шамардин родился 11 мая 1945 года.
В 1968 году окончил Волгоградский государственный институт физической культуры, после чего остался там работать. Прошёл путь от преподавателя, старшего преподавателя, доцента, заведующего кафедрой футбола (1980—1992), проректора по учебной работе (1993—2004) до ректора. С 2004 по 2015 год был ректором ВГАФК, оставаясь при этом параллельно профессором кафедры теории и методики футбола.
В 1982—1983 годах возглавлял комплексную научную группу волгоградского футбольного клуба «Ротор». На протяжении нескольких лет работал в составе комплексной научной группы со сборными юношескими командами России по футболу.
С 1985 по 1987 год преподавал в Алжирском национальном институте науки и технологии спорта.
Член Международной академии педагогического образования (1998). Член Академии менеджмента в образовании и культуре (1999). Член межведомственной комиссии по развитию физической культуры, массового спорта и традиционных видов физической активности при Президенте Российской Федерации по развитию физической культуры и спорта. Председатель общественного совета при комитете по подготовке и проведению матчей чемпионата мира по футболу 2018. Член коллегии комитета по физической культуре и спорту Администрации Волгоградской области. Заместитель председателя общественного совета при УМВД России по городу Волгограду.

## Награды и звания
- Почётное звание «Заслуженный работник физической культуры Российской Федерации» (1992)[6].
- Знак «За заслуги в развитии физической культуры и спорта» (1995).
- Знак «За заслуги в развитии Олимпийского движения в России» (2000).
- Орден Почёта (2007)[7].
- Медаль «В память 30-летия Игр XXII Олимпиады 1980 года в Москве» (2010).
- Памятная медаль «XXVII Всемирная летняя Универсиада 2013 г. в Казани» (2013).
- Памятная медаль «XXII Олимпийские зимние игры и XI Паралимпийские зимние игры в г. Сочи» (2014).
- Знак «За заслуги в развитии физической культуры и спорта» (2015).

## Публикации
Монографии
- Исследование игровой деятельности вратаря в футболе и экспериментальное обоснование методики их подготовки. — Москва, 1980. — 182 с.
- Технология оптимизации функциональной подготовленности футболистов. — Волгоград, 2000. — 368 с.
- Подготовка студентов вузов физкультурного профиля к управленческой деятельности. — 2002.
- Солопов И. Н., Шамардин А. И. Функциональная подготовка спортсменов. — Волгоград: ПринТерра-Дизайн, 2003. — 263 с. ISBN 5-98424-002-5
- Функциональная подготовка футболистов различной игровой специализации в разные периоды тренировочного цикла. — Саратов: Науч. кн., 2006. — 157 с. ISBN 5-9758-0186-9
- Шамардин А. А., Чёмов В. В., Шамардин А. И., Солопов И. Н. Применение эргогенических средств в подготовке спортсменов. — Саратов: Научная книга, 2008. — 209 с. ISBN 978-5-9758-0851-6
- Организационные аспекты управления физкультурно-спортивным движением. — 2013.
- Совершенствование подготовки менеджеров в вузах физической культуры и спорта. — 2014.
- Маркетинг физкультурно-оздоровительных услуг в сфере физической культуры и спорта. — 2014.
- Социально-педагогические технологии подготовки спортивных менеджеров и специалистов для сферы физической культуры и спорта. — Волгоград: ВГАФК, 2015. — 348 с. ISBN 978-5-9906182-6-8

Учебники
- Футбол. — 1999.
- Физиология спорта. — 2014.

Учебные пособия
- Юный футболист. — 1983.
- Подготовка юных футболистов. — 1986.
- Факторы оптимизации подготовки футболистов высокой квалификации. — 1995.
- Система подготовки футболистов высшей квалификации. — 1998.
- Функциональная подготовленность футболистов. — 1999.
- Функциональная подготовка футболистов. — 2000.
- Давыдов В. Ю., Шамардин А. И., Краснова Г. О. Новые фитнесс-системы. — Волгоград, ВГУ, 2005. ISBN 5-9669-0046-9
- Давыдов В. Ю., Шамардин А. И., Краснова Г. О. Общеразвивающие упражнения на гимнастической скамейке. — Волгоград: ВГАФК, 2006. — 128 с. ISBN 5-9669-0142-2
- Зубарев Ю. А., Шамардин А. И. Менеджмент, маркетинг и экономика физической культуры и спорта. — Волгоград: Волгоградское науч. изд-во, 2010. — 406 с. ISBN 978-5-98461-755-0
- Зубарев Ю. А., Шамардин А. И. Учебный терминологический словарь по менеджменту, маркетингу, экономике, предпринимательству. — Волгоград: Волгоградское науч. изд-во, 2013. — 690 с. ISBN 978-5-906081-85-8
- Шамардин А. И. Организационные аспекты управления физкультурно-спортивным движением. — Москва: Советский спорт, 2013. — 463 с. ISBN 978-5-9718-0628-8
- Круговая тренировка в физической культуре и спорте. — 2014.
- Функциональная подготовка футболистов различной игровой специализации. — 2014.

Также был автором и соавтором свыше 100 научных статей.